# Llista de topònims d'Oliola
Llista de topònims (noms propis de lloc) del municipi d'Oliola, a la Noguera
Informació actualitzada per un bot. Els canvis manuals es perdran quan s'actualitzi!

## cabana
| imatge | Nom                       | Ubicat a  | instància de | Detalls       | coordenades                                                                  | Protecció | Commons (més fotos) | Dades a WD                    |
| ------ | ------------------------- | --------- | ------------ | ------------- | ---------------------------------------------------------------------------- | --------- | ------------------- | ----------------------------- |
|        | cabana d'en Barril        | Coscó     | cabana       |               | 41° 48′ 41″ N, 1° 10′ 40″ E / 41.8114496972806°N,1.17776184310534°E 451 msnm |           |                     | Modifica les dades a Wikidata |
|        | cabana d'en Jaumet        | Oliola    | cabana       |               | 41° 52′ 37″ N, 1° 09′ 16″ E / 41.8768769974285°N,1.15438102724574°E 451 msnm |           |                     | Modifica les dades a Wikidata |
|        | cabana d'en Reig          | Oliola    | cabana       |               | 41° 52′ 35″ N, 1° 09′ 02″ E / 41.8763020395416°N,1.15055339541233°E 446 msnm |           |                     | Modifica les dades a Wikidata |
|        | cabana de Coma dels Homes | Coscó     | cabana       | Estat: ruïnós | 41° 49′ 00″ N, 1° 10′ 47″ E / 41.8166778631287°N,1.17974459851785°E 466 msnm |           |                     | Modifica les dades a Wikidata |
|        | cabana de Coscollola      | Oliola    | cabana       |               | 41° 52′ 35″ N, 1° 09′ 20″ E / 41.8764439234189°N,1.15545395742532°E 435 msnm |           |                     | Modifica les dades a Wikidata |
|        | cabana de Mas Reburell    | Oliola    | cabana       |               | 41° 52′ 49″ N, 1° 09′ 40″ E / 41.8802545827278°N,1.16112904084745°E 472 msnm |           |                     | Modifica les dades a Wikidata |
|        | cabana de Mas d'en Balasc | Oliola    | cabana       |               | 41° 53′ 08″ N, 1° 11′ 03″ E / 41.8854496635408°N,1.18422921608707°E 385 msnm |           |                     | Modifica les dades a Wikidata |
|        | cabana de l'Enriqueta     | el Gos    | cabana       | Estat: ruïnós | 41° 53′ 02″ N, 1° 08′ 09″ E / 41.8837809173984°N,1.1357425429066°E 425 msnm  |           |                     | Modifica les dades a Wikidata |
|        | cabana de l'Era           | Coscó     | cabana       |               | 41° 49′ 29″ N, 1° 11′ 08″ E / 41.8248032465586°N,1.18553493109479°E 485 msnm |           |                     | Modifica les dades a Wikidata |
|        | cabana del Camats         | Renant    | cabana       |               | 41° 48′ 26″ N, 1° 09′ 44″ E / 41.8071949481752°N,1.16226948337774°E 408 msnm |           |                     | Modifica les dades a Wikidata |
|        | cabana del Perxe          | Plandogau | cabana       |               | 41° 53′ 29″ N, 1° 13′ 24″ E / 41.8913476464407°N,1.22329656575688°E 416 msnm |           |                     | Modifica les dades a Wikidata |
|        | cabana del Ribó           | Coscó     | cabana       | Estat: ruïnós | 41° 49′ 40″ N, 1° 11′ 24″ E / 41.8278077520027°N,1.1898693482348°E 480 msnm  |           |                     | Modifica les dades a Wikidata |
|        | cabana del Rosset         | el Gos    | cabana       |               | 41° 53′ 02″ N, 1° 08′ 08″ E / 41.8840227996329°N,1.13566319614335°E 427 msnm |           |                     | Modifica les dades a Wikidata |
|        | cabana dels Comuns        | Renant    | cabana       |               | 41° 48′ 30″ N, 1° 10′ 46″ E / 41.8082443607126°N,1.17952598710822°E 427 msnm |           |                     | Modifica les dades a Wikidata |
|        | cobert de Torrent         | Renant    | cabana       |               | 41° 47′ 29″ N, 1° 09′ 19″ E / 41.7913864324381°N,1.15539204878001°E 364 msnm |           |                     | Modifica les dades a Wikidata |
|        | cobert de l'Andreu        | Coscó     | cabana       |               | 41° 49′ 19″ N, 1° 09′ 59″ E / 41.8219675014934°N,1.16633812298805°E 484 msnm |           |                     | Modifica les dades a Wikidata |
|        | cobert del Pau            | Coscó     | cabana       |               | 41° 49′ 07″ N, 1° 09′ 51″ E / 41.8187010564767°N,1.16426415369434°E 464 msnm |           |                     | Modifica les dades a Wikidata |
|        | era de l'Escolà           | Coscó     | cabana       |               | 41° 49′ 37″ N, 1° 10′ 44″ E / 41.8269059501241°N,1.17897315006701°E 481 msnm |           |                     | Modifica les dades a Wikidata |
|        | era del Pujol             | el Gos    | cabana       |               | 41° 53′ 07″ N, 1° 08′ 09″ E / 41.8852879801879°N,1.13592771248124°E 422 msnm |           |                     | Modifica les dades a Wikidata |
|        | era del Ribó              | Renant    | cabana       |               | 41° 47′ 29″ N, 1° 09′ 54″ E / 41.7913890969242°N,1.16511608303969°E 378 msnm |           |                     | Modifica les dades a Wikidata |

## curs d'aigua
| imatge | Nom                   | Ubicat a                                  | instància de | Detalls                                        | coordenades | Protecció | Commons (més fotos) | Dades a WD                    |
| ------ | --------------------- | ----------------------------------------- | ------------ | ---------------------------------------------- | --- | --------- | ------------------- | ----------------------------- |
|        | Llobregós             | Segarra Anoia Noguera província de Lleida | curs d'aigua | Desemboca: Segre Llarg: 36.7km Conca: 609.7km² | 41° 47′ 14″ N, 1° 34′ 13″ E / 41.78720111111111°N,1.5703588888888889°E 41° 55′ 05″ N, 1° 10′ 27″ E / 41.91796694444445°N,1.17404°E |           | Llobregós           | Modifica les dades a Wikidata |
|        | torrent de Cabanabona | Cabanabona Oliola                         | curs d'aigua | Desemboca: Llobregós                           | 41° 50′ 10″ N, 1° 12′ 14″ E / 41.836005°N,1.203846°E 41° 52′ 58″ N, 1° 12′ 33″ E / 41.882717°N,1.209058°E                          |           |                     | Modifica les dades a Wikidata |

## edifici
| imatge | Nom                    | Ubicat a  | instància de | Detalls                                  | coordenades                                                                     | Protecció                                  | Commons (més fotos) | Dades a WD                    |
| ------ | ---------------------- | --------- | ------------ | ---------------------------------------- | ------------------------------------------------------------------------------- | ------------------------------------------ | ------------------- | ----------------------------- |
|        | Cal Granollers         | Plandogau | edifici      | Estil: arquitectura popular 18th century | 41° 52′ 02″ N, 1° 12′ 32″ E / 41.867175°N,1.208983°E ca:Pl. Major 471 msnm      | bé integrant del patrimoni cultural català | Cal Granollers      | Modifica les dades a Wikidata |
|        | Torre a Oliola         | Oliola    | edifici      |                                          | 41° 52′ 35″ N, 1° 10′ 26″ E / 41.876469°N,1.173997°E ca:Carrer de Dalt 456 msnm | bé integrant del patrimoni cultural català | Torre a Oliola      | Modifica les dades a Wikidata |
|        | el Pou de Cal Pere Pau | Oliola    | edifici      | Estil: arquitectura popular              |                                                                                 | bé integrant del patrimoni cultural català |                     | Modifica les dades a Wikidata |

## entitat singular de població
| imatge | Nom              | Ubicat a | instància de                                   | Detalls | coordenades                                                         | Protecció                                            | Commons (més fotos)       | Dades a WD                    |
| ------ | ---------------- | -------- | ---------------------------------------------- | ------- | ------------------------------------------------------------------- | ---------------------------------------------------- | ------------------------- | ----------------------------- |
|        | Claret           | Oliola   | entitat singular de població                   | 0 hab   | 41° 51′ 23″ N, 1° 09′ 20″ E / 41.85636111°N,1.15552778°E 527 msnm   |                                                      | Claret (Oliola)           | Modifica les dades a Wikidata |
|        | Coscó            | Oliola   | entitat singular de població                   | 52 hab  | 41° 49′ 19″ N, 1° 09′ 44″ E / 41.82198056°N,1.16223056°E 478 msnm   |                                                      | Coscó (Oliola)            | Modifica les dades a Wikidata |
|        | Maravella        | Oliola   | entitat singular de població                   | 2 hab   | 41° 50′ 55″ N, 1° 10′ 23″ E / 41.84855278°N,1.17304167°E 484.4 msnm |                                                      | Maravella (Oliola)        | Modifica les dades a Wikidata |
|        | Oliola           | Oliola   | entitat singular de població capital municipal | 54 hab  | 41° 52′ 36″ N, 1° 10′ 29″ E / 41.87672873°N,1.17484751°E 450 msnm   |                                                      |                           | Modifica les dades a Wikidata |
|        | Plandogau        | Oliola   | entitat singular de població                   | 45 hab  | 41° 52′ 02″ N, 1° 12′ 33″ E / 41.86725278°N,1.20910833°E 466.9 msnm |                                                      | Plandogau                 | Modifica les dades a Wikidata |
|        | Renant           | Oliola   | entitat singular de població                   | 7 hab   | 41° 47′ 32″ N, 1° 09′ 57″ E / 41.79225°N,1.16588056°E 379.2 msnm    |                                                      | Renant                    | Modifica les dades a Wikidata |
|        | el Gos           | Oliola   | entitat singular de població castell           | 26 hab  | 41° 53′ 10″ N, 1° 08′ 02″ E / 41.886154°N,1.133814°E 433.9 msnm     | bé d'interès cultural bé cultural d'interès nacional | El Gos                    | Modifica les dades a Wikidata |
|        | la Serra de Dalt | Oliola   | entitat singular de població                   | 9 hab   | 41° 55′ 48″ N, 1° 13′ 31″ E / 41.93004444°N,1.22521667°E 608.3 msnm |                                                      | La Serra de Dalt (Oliola) | Modifica les dades a Wikidata |

## església
| imatge | Nom                                  | Ubicat a         | instància de              | Detalls                                                        | coordenades                                                                          | Protecció                                  | Commons (més fotos)                            | Dades a WD                    |
| ------ | ------------------------------------ | ---------------- | ------------------------- | -------------------------------------------------------------- | ------------------------------------------------------------------------------------ | ------------------------------------------ | ---------------------------------------------- | ----------------------------- |
|        | Mare de Déu del Carme de Claret      | Claret           | església                  | Estil: historicisme arquitectònic 20th century                 | 41° 51′ 25″ N, 1° 09′ 23″ E / 41.856828°N,1.156526°E 527 msnm                        | bé integrant del patrimoni cultural català | Església de la Mare de Déu del Carme de Claret | Modifica les dades a Wikidata |
|        | Mare de Déu del Pilar de Canosa      | Claret           | església                  | Estil: arquitectura popular 19th century                       | 41° 50′ 02″ N, 1° 08′ 43″ E / 41.833968°N,1.145407°E ca:Canosa 432 msnm              | bé integrant del patrimoni cultural català | Mare de Déu del Pilar de Canosa                | Modifica les dades a Wikidata |
|        | Sant Antoni Abat de Renant           | Renant           | església                  | Estil: arquitectura popular 18th century                       | 41° 47′ 34″ N, 1° 09′ 58″ E / 41.792646°N,1.166244°E ca:Plaça de l'Església 379 msnm | bé integrant del patrimoni cultural català | Sant Antoni Abat de Renant                     | Modifica les dades a Wikidata |
|        | Sant Joan de Mas Trilla              | Renant           | església                  | Estil: arquitectura popular 18th century                       | 41° 47′ 23″ N, 1° 10′ 06″ E / 41.789855°N,1.168243°E ca:Mas d'en Trilla 400 msnm     | bé integrant del patrimoni cultural català | Sant Joan de Mas Trilla                        | Modifica les dades a Wikidata |
|        | Sant Martí de la Garriga             | Plandogau        | església capella          | Anomenat per: la Garriga                                       | 41° 53′ 16″ N, 1° 12′ 02″ E / 41.887756°N,1.200603°E 398 msnm                        |                                            |                                                | Modifica les dades a Wikidata |
|        | Sant Pol                             | Coscó            | església capella          |                                                                | 41° 49′ 38″ N, 1° 10′ 37″ E / 41.827212514513°N,1.1769435784135°E 481 msnm           |                                            |                                                | Modifica les dades a Wikidata |
|        | Sant Sebastià del Gos                | el Gos           | església                  | Estil: arquitectura romànica 13rd century                      | 41° 53′ 23″ N, 1° 08′ 44″ E / 41.889603°N,1.145622°E ca:Ctra. C-14, km 112 434 msnm  | bé integrant del patrimoni cultural català | Sant Sebastià del Gos                          | Modifica les dades a Wikidata |
|        | Sant Silvestre de Serra d'Alt        | la Serra de Dalt | església edifici històric | Estil: arquitectura romànica arquitectura popular 11st century | 41° 55′ 57″ N, 1° 13′ 30″ E / 41.9326°N,1.22493°E ca:Prop del Mas d'en Pla 607 msnm  | bé integrant del patrimoni cultural català | Sant Silvestre de Serralta                     | Modifica les dades a Wikidata |
|        | Sant Tirs d'Oliola                   | Oliola           | església                  | Estil: arquitectura romànica 12nd century                      | 41° 52′ 36″ N, 1° 10′ 30″ E / 41.876798°N,1.174897°E 453 msnm                        | bé integrant del patrimoni cultural català | Església de Sant Tirs (Oliola)                 | Modifica les dades a Wikidata |
|        | Santa Magdalena de Maravella         | Maravella        | església                  | Estil: arquitectura popular 13rd century Estat: ruïnós         | 41° 50′ 52″ N, 1° 10′ 21″ E / 41.847792°N,1.172637°E 483 msnm                        | bé integrant del patrimoni cultural català | Santa Magdalena de Maravella                   | Modifica les dades a Wikidata |
|        | Santa Magdalena dels Arquells        | Coscó            | església                  | Estil: arquitectura romànica 11st century                      | 41° 48′ 10″ N, 1° 08′ 51″ E / 41.802867°N,1.147395°E 396 msnm                        | bé integrant del patrimoni cultural català | Santa Magdalena dels Arquells                  | Modifica les dades a Wikidata |
|        | Santa Maria de Coscó                 | Coscó            | església                  | Estil: arquitectura romànica arquitectura barroca 12nd century | 41° 49′ 20″ N, 1° 09′ 47″ E / 41.822163°N,1.163023°E ca:Pl. de l'Església 478 msnm   | bé integrant del patrimoni cultural català | Santa Maria de Coscó                           | Modifica les dades a Wikidata |
|        | Santa Maria de Plandogau             | Plandogau        | església                  | Estil: arquitectura romànica arquitectura barroca 12nd century | 41° 52′ 03″ N, 1° 12′ 37″ E / 41.8674°N,1.210226°E 465 msnm                          | bé integrant del patrimoni cultural català | Santa Maria de Plandogau                       | Modifica les dades a Wikidata |
|        | Santa Maria de la Serra de Castellar | Oliola           | església                  | Estil: arquitectura romànica 12nd century                      | 41° 54′ 44″ N, 1° 13′ 38″ E / 41.912179°N,1.227189°E Serra del Castellar 549 msnm    | bé integrant del patrimoni cultural català | Santa Maria de la Serra de Castellar           | Modifica les dades a Wikidata |
|        | el Sagrat Cor d'Oliola               | Oliola           | església capella          |                                                                | 41° 52′ 44″ N, 1° 09′ 56″ E / 41.8788837957599°N,1.16551884102083°E 505 msnm         |                                            |                                                | Modifica les dades a Wikidata |

## font
| imatge | Nom               | Ubicat a | instància de | Detalls | coordenades                                                                  | Protecció | Commons (més fotos) | Dades a WD                    |
| ------ | ----------------- | -------- | ------------ | ------- | ---------------------------------------------------------------------------- | --------- | ------------------- | ----------------------------- |
|        | font de Boera     | Oliola   | font         |         | 41° 52′ 09″ N, 1° 09′ 20″ E / 41.8691580544866°N,1.1554707005053°E 454 msnm  |           |                     | Modifica les dades a Wikidata |
|        | font de la Farina | Oliola   | font         |         | 41° 51′ 58″ N, 1° 09′ 54″ E / 41.8662135558386°N,1.16506189371845°E 445 msnm |           |                     | Modifica les dades a Wikidata |

## granja
| imatge | Nom                       | Ubicat a  | instància de | Detalls | coordenades                                                                  | Protecció | Commons (més fotos) | Dades a WD                    |
| ------ | ------------------------- | --------- | ------------ | ------- | ---------------------------------------------------------------------------- | --------- | ------------------- | ----------------------------- |
|        | Granges Civit             | Oliola    | granja       |         | 41° 54′ 14″ N, 1° 13′ 16″ E / 41.9038790565745°N,1.22120096916064°E 428 msnm |           |                     | Modifica les dades a Wikidata |
|        | Granges de Torre del Baró | Plandogau | granja       |         | 41° 53′ 05″ N, 1° 13′ 11″ E / 41.8847892395698°N,1.21969389168419°E 379 msnm |           |                     | Modifica les dades a Wikidata |
|        | Granges de l'Alzina       | Coscó     | granja       |         | 41° 49′ 10″ N, 1° 09′ 56″ E / 41.8194079260312°N,1.16566468439125°E 466 msnm |           |                     | Modifica les dades a Wikidata |
|        | Granges del Vilella       | Coscó     | granja       |         | 41° 49′ 13″ N, 1° 10′ 00″ E / 41.8204047474871°N,1.16661148583524°E 470 msnm |           |                     | Modifica les dades a Wikidata |
|        | Granja Pol                | Oliola    | granja       |         | 41° 52′ 46″ N, 1° 10′ 33″ E / 41.8793637477706°N,1.17585718436135°E 405 msnm |           |                     | Modifica les dades a Wikidata |
|        | Granja del Mallol         | el Gos    | granja       |         | 41° 53′ 18″ N, 1° 08′ 42″ E / 41.8883257599347°N,1.14498757974011°E 433 msnm |           |                     | Modifica les dades a Wikidata |
|        | Granja del París          | el Gos    | granja       |         | 41° 53′ 00″ N, 1° 08′ 06″ E / 41.883319074485°N,1.1350328511866°E 429 msnm   |           |                     | Modifica les dades a Wikidata |

## masia
| imatge | Nom                    | Ubicat a         | instància de     | Detalls                                        | coordenades                                                                              | Protecció                                            | Commons (més fotos)   | Dades a WD                    |
| ------ | ---------------------- | ---------------- | ---------------- | ---------------------------------------------- | ---------------------------------------------------------------------------------------- | ---------------------------------------------------- | --------------------- | ----------------------------- |
|        | Ca l'Andarín           | Coscó            | masia            | Estat: ruïnós                                  | 41° 49′ 57″ N, 1° 09′ 03″ E / 41.8326264553357°N,1.1508843501688°E 436 msnm              |                                                      |                       | Modifica les dades a Wikidata |
|        | Cal Blanc              | el Gos           | masia            | Estat: ruïnós                                  | 41° 53′ 23″ N, 1° 08′ 13″ E / 41.8896175729439°N,1.13688659217003°E 464 msnm             |                                                      |                       | Modifica les dades a Wikidata |
|        | Cal Lluc               | Maravella        | masia            | Estat: ruïnós                                  | 41° 50′ 50″ N, 1° 10′ 13″ E / 41.847223°N,1.17014°E 462 msnm                             |                                                      |                       | Modifica les dades a Wikidata |
|        | Cal Mallol             | el Gos           | masia            | Estil: historicisme arquitectònic 20th century | 41° 53′ 19″ N, 1° 08′ 44″ E / 41.88856°N,1.145607°E ca:Carretera C-14, km 111,9 428 msnm | bé integrant del patrimoni cultural català           | Cal Mallol            | Modifica les dades a Wikidata |
|        | Cal Pla de Gratallops  | el Gos           | masia            |                                                | 41° 53′ 47″ N, 1° 09′ 15″ E / 41.8963364835738°N,1.15418231458062°E 464 msnm             |                                                      |                       | Modifica les dades a Wikidata |
|        | Casanova               | Coscó            | masia            |                                                | 41° 48′ 50″ N, 1° 07′ 45″ E / 41.813835196485°N,1.1291675970778°E 484 msnm               |                                                      |                       | Modifica les dades a Wikidata |
|        | Casanova de la Garriga | Plandogau        | masia            | Estat: ruïnós                                  | 41° 53′ 18″ N, 1° 12′ 37″ E / 41.8882639991819°N,1.21031656698561°E 376 msnm             |                                                      |                       | Modifica les dades a Wikidata |
|        | Castellar              | Oliola           | masia            | Estat: ruïnós                                  | 41° 54′ 38″ N, 1° 13′ 18″ E / 41.9106843203357°N,1.22155456390929°E 522 msnm             |                                                      | Castellar (Oliola)    | Modifica les dades a Wikidata |
|        | Castellblanc           | Renant           | masia casa forta | Estil: arquitectura popular                    | 41° 48′ 05″ N, 1° 09′ 29″ E / 41.80137°N,1.158033°E 396 msnm                             | bé d'interès cultural bé cultural d'interès nacional | Castellblanc (Oliola) | Modifica les dades a Wikidata |
|        | Los Arquells           | Coscó            | masia            |                                                | 41° 48′ 11″ N, 1° 08′ 55″ E / 41.8030958097055°N,1.14873672220443°E 392 msnm             |                                                      |                       | Modifica les dades a Wikidata |
|        | Marcó                  | Renant           | masia            |                                                | 41° 48′ 14″ N, 1° 10′ 31″ E / 41.803768310042°N,1.1752011310304°E 426 msnm               |                                                      |                       | Modifica les dades a Wikidata |
|        | Mas Balagueró          | Coscó            | masia            | Estat: ruïnós                                  | 41° 48′ 47″ N, 1° 06′ 49″ E / 41.8129518647838°N,1.11350419131325°E 355 msnm             |                                                      |                       | Modifica les dades a Wikidata |
|        | Mas Nou                | Claret           | masia            |                                                | 41° 50′ 53″ N, 1° 08′ 07″ E / 41.848160465699°N,1.1353946728502°E 485 msnm               |                                                      |                       | Modifica les dades a Wikidata |
|        | Mas Reburell           | Oliola           | masia            |                                                | 41° 53′ 00″ N, 1° 10′ 05″ E / 41.8834370023576°N,1.16808822496669°E 462 msnm             |                                                      |                       | Modifica les dades a Wikidata |
|        | Mas Roget              | Renant           | masia            | Estat: ruïnós                                  | 41° 47′ 15″ N, 1° 09′ 35″ E / 41.7876193668646°N,1.15973607135667°E 380 msnm             |                                                      |                       | Modifica les dades a Wikidata |
|        | Mas Teuler             | la Serra de Dalt | masia            |                                                | 41° 55′ 27″ N, 1° 12′ 48″ E / 41.9241576430636°N,1.21342589566216°E 563 msnm             |                                                      |                       | Modifica les dades a Wikidata |
|        | Mas Trilla             | Renant           | masia            |                                                | 41° 47′ 22″ N, 1° 10′ 06″ E / 41.7895588692813°N,1.16838149178164°E 400 msnm             |                                                      |                       | Modifica les dades a Wikidata |
|        | Mas Vell               | Claret           | masia            | Estat: ruïnós                                  | 41° 51′ 07″ N, 1° 08′ 20″ E / 41.851819888494°N,1.1389021584658°E 479 msnm               |                                                      | Mas Vell (Oliola)     | Modifica les dades a Wikidata |
|        | Mas d'en Balasc        | Oliola           | masia            |                                                | 41° 52′ 58″ N, 1° 11′ 02″ E / 41.8829047218564°N,1.18390357914304°E 433 msnm             |                                                      |                       | Modifica les dades a Wikidata |
|        | Mas d'en Bru           | Plandogau        | masia            |                                                | 41° 53′ 04″ N, 1° 13′ 10″ E / 41.8845324990155°N,1.21939971336307°E 378 msnm             |                                                      |                       | Modifica les dades a Wikidata |
|        | Mas d'en Cendrós       | la Serra de Dalt | masia            |                                                | 41° 55′ 52″ N, 1° 12′ 29″ E / 41.9309923640911°N,1.20815742278923°E 552 msnm             |                                                      |                       | Modifica les dades a Wikidata |
|        | Mas d'en Pla           | la Serra de Dalt | masia            |                                                | 41° 55′ 48″ N, 1° 13′ 33″ E / 41.9299615415354°N,1.22586751924822°E 607 msnm             |                                                      |                       | Modifica les dades a Wikidata |
|        | Mas d'en Puig          | Oliola           | masia            |                                                | 41° 51′ 42″ N, 1° 10′ 41″ E / 41.861737961336°N,1.17810535061248°E 495 msnm              |                                                      |                       | Modifica les dades a Wikidata |
|        | Mas d'en Torres        | la Serra de Dalt | masia            | Estat: ruïnós                                  | 41° 55′ 25″ N, 1° 13′ 48″ E / 41.9237317178246°N,1.23011634822428°E 563 msnm             |                                                      |                       | Modifica les dades a Wikidata |
|        | Mas l'Hostalric        | Coscó            | masia            | Estat: enderrocat o destruït                   | 41° 48′ 31″ N, 1° 07′ 17″ E / 41.808668°N,1.121499°E 355 msnm                            |                                                      |                       | Modifica les dades a Wikidata |
|        | Masia Boera            | Oliola           | masia            |                                                | 41° 52′ 14″ N, 1° 09′ 00″ E / 41.870620585458°N,1.15009064590653°E 519 msnm              |                                                      |                       | Modifica les dades a Wikidata |
|        | Masia Pitxell          | Coscó            | masia            |                                                | 41° 49′ 53″ N, 1° 11′ 20″ E / 41.8312682654039°N,1.1888566127073°E 515 msnm              |                                                      |                       | Modifica les dades a Wikidata |
|        | Masia Segur            | Coscó            | masia            |                                                | 41° 49′ 05″ N, 1° 06′ 22″ E / 41.817961406582°N,1.10617218592°E 378 msnm                 |                                                      |                       | Modifica les dades a Wikidata |
|        | Masia de l'Escolà      | Coscó            | masia            |                                                | 41° 49′ 18″ N, 1° 09′ 57″ E / 41.8217054413795°N,1.16571949723261°E 482 msnm             |                                                      |                       | Modifica les dades a Wikidata |
|        | Masia del Plantat      | Coscó            | masia            |                                                | 41° 49′ 31″ N, 1° 10′ 00″ E / 41.8252600758368°N,1.16666558676255°E 398 msnm             |                                                      |                       | Modifica les dades a Wikidata |
|        | Monistrol              | la Serra de Dalt | masia            |                                                | 41° 56′ 04″ N, 1° 13′ 21″ E / 41.9343565204563°N,1.22236840958287°E 622 msnm             |                                                      |                       | Modifica les dades a Wikidata |
|        | Tallaví                | Claret           | masia            |                                                | 41° 50′ 31″ N, 1° 07′ 55″ E / 41.84193°N,1.131981°E 470 msnm                             |                                                      |                       | Modifica les dades a Wikidata |
|        | Torre del Baró         | Plandogau        | masia            |                                                | 41° 53′ 06″ N, 1° 13′ 04″ E / 41.8849851429513°N,1.21780827673459°E 371 msnm             |                                                      |                       | Modifica les dades a Wikidata |
|        | el Maset               | Plandogau        | masia            |                                                | 41° 53′ 28″ N, 1° 13′ 37″ E / 41.891039947854°N,1.2269588830411°E 385 msnm               |                                                      |                       | Modifica les dades a Wikidata |
|        | el Perxe               | Plandogau        | masia            |                                                | 41° 53′ 30″ N, 1° 13′ 21″ E / 41.891541°N,1.22239°E 487 msnm                             |                                                      |                       | Modifica les dades a Wikidata |
|        | els Trulls             | la Serra de Dalt | masia            |                                                | 41° 55′ 47″ N, 1° 13′ 43″ E / 41.9296967919767°N,1.22855236160196°E 628 msnm             |                                                      |                       | Modifica les dades a Wikidata |
|        | l'Hostalet             | Oliola           | masia            | Estat: localització desconeguda                | 41° 49′ 51″ N, 1° 10′ 41″ E / 41.830832532311°N,1.17804504051°E                          |                                                      |                       | Modifica les dades a Wikidata |
|        | la Barraca             | el Gos           | masia            | Estat: ruïnós                                  | 41° 54′ 01″ N, 1° 09′ 30″ E / 41.9001669242131°N,1.15827924068784°E 467 msnm             |                                                      |                       | Modifica les dades a Wikidata |
|        | la Borda               | Plandogau        | masia            |                                                | 41° 53′ 38″ N, 1° 13′ 39″ E / 41.8938900114422°N,1.22754144818212°E 397 msnm             |                                                      |                       | Modifica les dades a Wikidata |
|        | la Canosa              | Coscó            | masia            |                                                | 41° 49′ 59″ N, 1° 08′ 41″ E / 41.8330949610581°N,1.14475322086677°E 436 msnm             |                                                      | La Canosa             | Modifica les dades a Wikidata |
|        | la Casa Nova d'en Puig | Plandogau        | masia            | Estat: ruïnós                                  | 41° 51′ 43″ N, 1° 12′ 00″ E / 41.8619131821544°N,1.20006395560207°E 464 msnm             |                                                      |                       | Modifica les dades a Wikidata |
|        | la Garriga             | Plandogau        | masia            |                                                | 41° 53′ 17″ N, 1° 12′ 02″ E / 41.8879944255638°N,1.20056119691353°E 398 msnm             |                                                      |                       | Modifica les dades a Wikidata |
|        | la Marieta             | Oliola           | masia            | Estat: localització desconeguda                | 41° 49′ 35″ N, 1° 09′ 14″ E / 41.8263625557354°N,1.15396662818895°E                      |                                                      |                       | Modifica les dades a Wikidata |
|        | la Masieta             | Coscó            | masia            |                                                | 41° 49′ 58″ N, 1° 09′ 31″ E / 41.832655°N,1.158564°E 443 msnm                            |                                                      |                       | Modifica les dades a Wikidata |
|        | la Rovira              | Coscó            | masia            |                                                | 41° 50′ 07″ N, 1° 10′ 49″ E / 41.835371851117°N,1.1803248475803°E 470 msnm               |                                                      |                       | Modifica les dades a Wikidata |
|        | la Teuleria            | Coscó            | masia            | Estat: ruïnós                                  | 41° 48′ 33″ N, 1° 09′ 18″ E / 41.8092941408712°N,1.155010658621°E 414 msnm               |                                                      |                       | Modifica les dades a Wikidata |
|        | les Moreries           | el Gos           | masia            | Estat: ruïnós                                  | 41° 53′ 25″ N, 1° 09′ 28″ E / 41.890398°N,1.157731°E 441 msnm                            |                                                      |                       | Modifica les dades a Wikidata |

## muntanya
| imatge | Nom                 | Ubicat a     | instància de | Detalls | coordenades                                                       | Protecció | Commons (més fotos) | Dades a WD                    |
| ------ | ------------------- | ------------ | ------------ | ------- | ----------------------------------------------------------------- | --------- | ------------------- | ----------------------------- |
|        | Cap del Pla         | Oliola Ponts | muntanya     |         | 41° 54′ 09″ N, 1° 09′ 01″ E / 41.9024°N,1.15039°E 631 msnm        |           |                     | Modifica les dades a Wikidata |
|        | Puig de Masvell     | Oliola       | muntanya     |         | 41° 51′ 33″ N, 1° 08′ 21″ E / 41.8591°N,1.13925°E 547 msnm        |           |                     | Modifica les dades a Wikidata |
|        | Serra del Castellar | Oliola       | muntanya     |         | 41° 54′ 27″ N, 1° 13′ 07″ E / 41.9075°N,1.21869°E 543 msnm        |           |                     | Modifica les dades a Wikidata |
|        | el Serradot         | Oliola       | muntanya     |         | 41° 50′ 33″ N, 1° 10′ 19″ E / 41.8425°N,1.17182°E 476 msnm        |           |                     | Modifica les dades a Wikidata |
|        | el Siscar           | Oliola       | muntanya     |         | 41° 48′ 47″ N, 1° 07′ 29″ E / 41.81294444°N,1.12480556°E 402 msnm |           |                     | Modifica les dades a Wikidata |

## serra
| imatge | Nom                    | Ubicat a                        | instància de | Detalls | coordenades                                                       | Protecció | Commons (més fotos) | Dades a WD                    |
| ------ | ---------------------- | ------------------------------- | ------------ | ------- | ----------------------------------------------------------------- | --------- | ------------------- | ----------------------------- |
|        | Serra de Pedrós        | Artesa de Segre Oliola          | serra        |         | 41° 52′ 12″ N, 1° 07′ 51″ E / 41.87003056°N,1.13077222°E 562 msnm |           |                     | Modifica les dades a Wikidata |
|        | Serra de la Guinardera | Oliola                          | serra        |         | 41° 51′ 56″ N, 1° 11′ 09″ E / 41.8656°N,1.18571°E 515 msnm        |           |                     | Modifica les dades a Wikidata |
|        | Serra del Masvell      | Artesa de Segre Oliola Agramunt | serra        |         | 41° 51′ 22″ N, 1° 07′ 44″ E / 41.856146°N,1.1289°E 547 msnm       |           |                     | Modifica les dades a Wikidata |
|        | Serra del Pitxell      | Oliola                          | serra        |         | 41° 49′ 38″ N, 1° 09′ 57″ E / 41.8273°N,1.16576°E 489 msnm        |           |                     | Modifica les dades a Wikidata |
|        | Serrat Gros            | Oliola Agramunt                 | serra        |         | 41° 50′ 43″ N, 1° 06′ 57″ E / 41.84540833°N,1.11584167°E 483 msnm |           |                     | Modifica les dades a Wikidata |

## vèrtex geodèsic
| imatge | Nom             | Ubicat a | instància de    | Detalls   | coordenades                                                       | Protecció | Commons (més fotos) | Dades a WD                    |
| ------ | --------------- | -------- | --------------- | --------- | ----------------------------------------------------------------- | --------- | ------------------- | ----------------------------- |
|        | Ciscar          | Oliola   | vèrtex geodèsic | Alt: 1.2m | 41° 48′ 47″ N, 1° 07′ 29″ E / 41.81294°N,1.124814°E 404.1 msnm    |           |                     | Modifica les dades a Wikidata |
|        | Les Masies      | Oliola   | vèrtex geodèsic | Alt: 1.2m | 41° 54′ 07″ N, 1° 09′ 01″ E / 41.902074°N,1.150345°E 633.368 msnm |           |                     | Modifica les dades a Wikidata |
|        | Mas Vell        | Oliola   | vèrtex geodèsic | Alt: 1.2m | 41° 51′ 33″ N, 1° 08′ 21″ E / 41.859165°N,1.139048°E 549.769 msnm |           |                     | Modifica les dades a Wikidata |
|        | Sierra Castella | Oliola   | vèrtex geodèsic | Alt: 1.2m | 41° 54′ 27″ N, 1° 13′ 07″ E / 41.907527°N,1.218693°E 543.366 msnm |           |                     | Modifica les dades a Wikidata |

## Misc
| imatge | Nom                        | Ubicat a                         | instància de      | Detalls               | coordenades | Protecció                                            | Commons (més fotos)     | Dades a WD                    |
| ------ | -------------------------- | -------------------------------- | ----------------- | --------------------- | --- | ---------------------------------------------------- | ----------------------- | ----------------------------- |
|        | Castell d'Oliola           | Oliola                           | castell           |                       | 41° 52′ 35″ N, 1° 10′ 24″ E / 41.876303°N,1.173231°E ca:A la part alta d'Oliola 482 msnm                                                      | bé d'interès cultural bé cultural d'interès nacional | Castell d'Oliola        | Modifica les dades a Wikidata |
|        | canal Segarra-Garrigues    | Noguera Segarra Urgell Garrigues | canal             | Desemboca: riu de Set | 41° 56′ 09″ N, 1° 12′ 19″ E / 41.935923055555556°N,1.205238888888889°E 41° 27′ 06″ N, 0° 45′ 30″ E / 41.45165194444444°N,0.7583730555555556°E |                                                      | Canal Segarra-Garrigues | Modifica les dades a Wikidata |
|        | casa consistorial d'Oliola | Oliola                           | casa consistorial |                       | 41° 52′ 32″ N, 1° 10′ 26″ E / 41.875667°N,1.1738357°E                                                                                         |                                                      |                         | Modifica les dades a Wikidata |